# کورپله

کورپله شهری در شهرستان کونگوسی در استان بام در بورکینافاسوی شمالی است و جمعیت آن ۱۳۱۲ نفر است.